# Slobozia Nouă, Ialomița
Slobozia Nouă este o localitate componentă a municipiului Slobozia din județul Ialomița, Muntenia, România.